# Депутатски
Депутатски (рус. Депутатский; јакутски: Депутатскай) насеље је (градског типа) и средиште Уст-Јанског рејона, на североистоку Републике Јакутије у Русији. Депутатски се налази у долини реке Иргичјан, која образује реку Ујандину, леву притоку Индигирке.

## Становништво
| 1959. | 1970. | 1979. | 1989.  | 2002. | 2010. |
| ----- | ----- | ----- | ------ | ----- | ----- |
| 1.822 | 5.262 | 5.331 | 13.305 | 3.602 | 2,983 |

У Депутатском постоје налазишта злата и олова.